# Solarussa
Solarussa – miejscowość i gmina we Włoszech, w regionie Sardynia, w prowincji Oristano.
Według danych na rok 2004 gminę zamieszkiwały 2493 osoby, 80,4 os./km². Graniczy z Bauladu, Oristano, Paulilatino, Siamaggiore, Simaxis, Tramatza i Zerfaliu.